# Scopimera
Scopimera is een geslacht van kreeftachtigen uit de klasse van de Malacostraca (hogere kreeftachtigen).

## Soorten
- Scopimera bitympana Shen, 1930
- Scopimera crabicauda Alcock, 1900
- Scopimera curtelsoma Shen, 1936
- Scopimera globosa (De Haan, 1835)
- Scopimera gordonae Serène & Moosa, 1981
- Scopimera inflata A. Milne-Edwards, 1873
- Scopimera intermedia Balss, 1934
- Scopimera investigatoris Alcock, 1900
- Scopimera kochi Roux, 1917
- Scopimera longidactyla Shen, 1932
- Scopimera philippiensis Wong, Shih & Chan, 2011
- Scopimera pilula Kemp, 1919
- Scopimera proxima Kemp, 1919
- Scopimera ryukyuensis Wong, Chan & Shih, 2010
- Scopimera sheni Wong, Shih & Chan, 2011
- Scopimera sigillorum (Rathbun, 1914)